# Forano
Forano es una localidad italiana de la provincia de Rieti, región de Lacio, con 3.021 habitantes.

## Evolución demográfica
| Gráfica de evolución demográfica de Forano entre 1861 y 2001 |
|                                                              |
| Fuente ISTAT - Elaboración gráfica por parte de Wikipedia    |